# 孟初
孟初（11世纪？—1116年），辽朝官员，祖籍平昌，入辽定居燕京。
寿昌五年（1099年）九月，和韩资让与沙门智化和诗，当时担任朝议大夫、知制诰、开国子。次年，妙行大师去世，他为大师撰写墓志铭，时任乾文阁待制。乾统二年（1102年），担任中书舍人奉使高丽贺高丽肃宗生辰，高丽肃宗派金仁存接待。孟初开始轻视年轻的金仁存。二人在郊外踏马遇雪，孟初作诗：“马蹄踏雪乾雷动”，金仁存随即应答：“旗尾翻风烈火飞”。孟初大惊，赞扬金仁存真是天才。二人于是交友，临别赠送金带。高丽肃宗去世，金仁存告哀，见辽国天祚帝时，请求不穿吉服，免于舞蹈再拜。孟初建议免于舞蹈，仍穿吉服。天庆二年（1122年），官至太中大夫、左谏议大夫、知制诰、上轻车都尉、平昌郡开国公、食邑一千户、实封一百户、赐紫金鱼袋，为萧义写墓志铭。天庆六年（1116年）五月，女真军攻克沈州，孟初和刘思温一起遇害。